# SV Brazil Juniors
SV Brazil Juniors (vollständiger Name: Sport Vereniging Brazil Juniors) ist ein Fußballverein aus Brazil auf der Insel Aruba. Der Verein spielt nach dem Gewinn der Meisterschaft in der zweitklassigen Division Uno seit der Saison 2014/15 in der Division di Honor, der höchsten Spielklasse des Fußballverbands von Aruba.

## Erfolge
- Aruban Division Uno: 5

Nationale Titel:1990, 1999, 2009, 2014, 2018

## Stadion
- Complejo Deportivo Brasil
1.500
Brasil
- Complejo Deportivo Guillermo Próspero Trinidad
5.500
Oranjestad
- Complejo Deportivo Frans Figaroa
1.500
Noord

## Die Profimannschaft

### Kader 2023/24
- Stand: 25. August 2023

| Pos.       | Nr. | Nat.                     | Spieler                | Geburtstag | im Verein seit | Vertrag bis |
| ---------- | --- | ------------------------ | ---------------------- | ---------- | -------------- | ----------- |
| Tor        | 01  | Aruba                    | Rodney Irausquin       |            |                |             |
| Tor        | 22  | Aruba                    |                        |            |                |             |
| Abwehr     | 03  | Aruba                    | Christopher Thorauld   |            |                |             |
| Abwehr     | 04  | Aruba                    | Antonio Romer          |            |                |             |
| Abwehr     | 06  | Aruba                    | Shondrick Alvarado     |            |                |             |
| Abwehr     | 07  | Ecuador                  | Suarez Reinoso         |            |                |             |
| Abwehr     | 14  | Aruba                    | Jean Pierre Geerman    |            |                |             |
| Abwehr     | 18  | Aruba                    |                        |            |                |             |
| Mittelfeld | 02  | Aruba                    |                        |            |                |             |
| Mittelfeld | 05  | Aruba                    | Gilbert Noel Maduro    |            |                |             |
| Mittelfeld | 8   | Aruba                    | Tyrese Hutchinson      |            |                |             |
| Mittelfeld | 12  | Aruba                    |                        |            |                |             |
| Mittelfeld | 16  | Aruba                    | Alexys Stamper         |            |                |             |
| Mittelfeld | 19  | Niederlande              | Jerriel van Troon      |            |                |             |
| Mittelfeld | 20  | Aruba                    | Ranzino Thijzen        |            |                |             |
| Mittelfeld | 21  | Aruba                    |                        |            |                |             |
| Angriff    | 09  | Aruba                    | Renaldo Anneus         |            |                |             |
| Angriff    | 010 | Aruba                    | Antonio Messan Donovan |            |                |             |
| Angriff    | 11  | Aruba                    | Marvin Irausquin       |            |                |             |
| Angriff    | 13  | Aruba                    | Shannon Jacobs         |            |                |             |
| Angriff    | 15  | Aruba                    | Myron Adams            |            |                |             |
| Angriff    | 17  | Saint Vincent Grenadinen | Sulliman Sutherland    |            |                |             |
| Angriff    | 23  | Aruba                    | Joshua Viotty          |            |                |             |
| Angriff    | 24  | Kolumbien                | Alan Pitre Suarez      |            |                |             |